# Cleistochlamys kirkii
Cleistochlamys kirkii är en kirimojaväxtart som först beskrevs av George Bentham, och fick sitt nu gällande namn av Daniel Oliver. Cleistochlamys kirkii ingår i släktet Cleistochlamys, och familjen kirimojaväxter. Inga underarter finns listade i Catalogue of Life.